# Magyar eszperantisták listája
A magyar eszperantisták listája magyar eszperantistákat sorol fel.
| Ábécé szerinti tartalomjegyzék                                                                           |
| --- |
| A, Á B C Cs D Dz Dzs E, É F G Gy H I, Í J K L Ly M N Ny O, Ó Ö, Ő P Q R S Sz T Ty U, Ú Ü, Ű V W X Y Z Zs |

## A
- Aba Ervin (1899–1978) orvos
- Abonyi-Nagy Árpád (1916–??)[1]
- Adolf Altenburger (??–??) szegedi középiskolai tanár[2]
- Asztalos Lajos (1936–2018) helytörténész, nyelvművelő, műemlékvédő, műfordító
- Audi Sándor (1909–1994) kőműves[3][4]
- Austerlitz Vilmos (1873–??) orvos[5]

## Á
- Ákos Lajos (1890–1978) mozgalomszervező, pécsi eszperantista
- Ámon Ottó (1879–1921) újságíró, postai tisztviselő

## B
- Babits Mihály (1883–1941) költő, író, irodalomtörténész, műfordító
- Baghy Gyula (1891–1967) eszperantista, színész, eszperantó nyelven alkotó magyar költő, író, műfordító
- Bakó Sándor (1915-1990)[6]
- Baksa József (1959–)[7]
- Balogh Imre (1913–1996) földműves[4]
- Barasevich Antal (1926–1989)[8]
- Balogh Viktória (1928–1993) egri főiskolai tanár[9]
- Balkányi Pál (1864–1977) bankár, nyelvész
- Barabás Ábel (1877-1915) magyar irodalomtörténész, tanár
- Baranyai Imre (1902-1961) festmény kereskedő[10]
- Barcsay Zsuzsa (1942–2000) tanár, az eszperantó állami nyelvoktatás megszervezője[11]
- Barta István (1942–2000) festő
- Bartek Anna (Anjo amika) (1955-) énekesnő, folyóirat-szerkesztő
- Batta József (1900-1938)[12]
- Batta Józsefné (??–??)[13]
- Bácskai István (1908–1996) jogász, MESZ Vasutas Szakosztályának elnöke
- Bálint Szilárd (1909-1995) tanár, író[14]
- Bánd Anna (1921-2007) színművésznő, bábművész, rendező
- Bánfi György az első magyarországi volapükista
- Bánó Miklós (1890-??) a vakok első eszperantó csoportjának alapítója[15]
- Bánky Róbert (1930-1991) magyar színész, bábszínész, rendező
- Bárczi Géza (1894-1975) nyelvész, műfordító, oktatásszervező
- Szentkatolnai Bálint Gábor (1844-1913) magyar nyelvész, az eszperantó nyelv első magyarországi képviselője
- Beier Sándor (1913-1992) közgazdász, író
- Benárd Ágost (1880-1968) keresztényszocialista politikus, a trianoni békeszerződés egyik aláírója az első világháborúban vesztes Magyar Királyság képviselőjeként
- Benczik Vilmos (1945-2021) magyar műfordító, nyelvész, könyvkiadó, professor emeritus
- Benkő Károly (1910-1992)[16]
- Berényi Csilla (1976-2018) tanár[17]
- Berényi Miklós (1912-1989)[18]
- Berényi Zsuzsanna (1935-2019)
- Berceli Béla (1905–1986) mozgalomszervező, mozgalmi vezető, tábornok
- Berki Géza (1892-??)[19]
- Besenyei-Merger (Stela) Eszter (1987-)[20]
- Béldi Judit (??-) ügyvéd[4]
- Bénik Gyula (??-??)[21]
- Bleier Vilmos (1903–1940) mozgalmi vezető, a Literatura Mondo kiadó megteremtője és vezetője
- Bodó Károly (1903-1963) folyóirat-szerkesztő[22]
- Bognár József (1917-1996) Budapest polgármestere, közgazdász, miniszter, egyetemi tanár, a Magyar Tudományos Akadémia tagja, állami díjas (1970)
- Ralph Bonesper (1897-1971)[23]
- Borza József (1911–1997) vasúti tisztviselő, dombóvári eszperantista
- Bulyovszky Gyula (1890-1983) orvos[24]
- Burgler-Jezsó Erzsébet (1915-1993)[25]
- Busai Mária (1939-2016) tanár[26]

## C
- Cziboly József (1936–2013) mérnök, munkavédelmi szakértő[27]
- Czitrom Tibor (1900–??) tanár[28]

## Cs
- Csapó Gyula (1906-1974) kereskedő[29]
- Csáder Sándor (1902-??) banktisztviselő[30]
- Cseh András (1895–1979) pedagógus, mozgalomszervező
- Cseszkó Jenő (??-??)[31]
- Csiszár Ada (1930-2007)
- Csiszár Ernő (1940-2017) gimnáziumi tanár
- Csiszár Gábor (??-) tanár[32]
- Csiszár-Salomon Pálma (1975-) tanár[33]
- Csiszár Zsuzsa (1951-2002) tanár[34]
- Csurgai István (??-??) politikus[35]

## D
- Deme László (1921-2011) magyar nyelvész, tanár
- Dér Lajos (1910-1974) mérnök[36]
- Dévai Leó (??-??) orvos[37]
- Dinnyés József (1948-2021) magyar előadóművész, dalszerző, „daltulajdonos”, énekes, gitáros
- Domokos Lajos (??-??)[38]
- Dorosmai János (1886-1966) magyar meseíró, költő
- Dubravszky László (??-1999)[39]
- Dudich Endre (1934-2016) magyar geológus, bauxit-geokémikus

## E
- Ekli József (1916-1994) fogtechnikus[40]
- Erdey Ferenc (1895–1966) katolikus filozófus
- Erdős József (1900–1944) festőművész, a KIMSZ, és a KMP tagja.
- Ertl István (1965-) tolmács, újságíró
- Eszes Mária Erzsébet (1951-) idegenvezető, versíró, akrilfestő, banktisztviselő, titkárságvezető, kórusmenedzser
- Eszényi József (1968-)[41]
- Evva Margit (1934–2018)[42]

## F
- Fabulya Pál (1926–2013) lakatos, hegesztő[43]
- Fajszi Károly (1911–2004) a róla elnevezett gyűjtemény alapítója és gondozója
- Falu Tamás (1881–1977) író
- Farkas Bertalan (1949-)
- Farkas Irén, boldogfai (1910-†?), festőművész, grafikus, rajztanítónő, akinek a férje Erdős József festőművész, a KIMSZ, és a KMP tagja, eszperantista.
- Farkas Ferenc (1903-??)elektro-műszerész[44]
- Farkas Imre (1906–1945) pedagógus, az eszperantó mozgalom mártírja
- Farkas Józsefné (????-????)[45]
- Farkas Julianna (1943-) orvos[46]
- Farkas László (1957–2009)
- Farkas-Tatár Éva (1924-2018) tanár[47]
- Fehér Miklós (1921-2000)[48]
- Felszeghy Judit (1949-) [49]
- Fenyvesi Ervin (1917-2005)[50]
- Ferencz György (1908-2005)[51]
- Ferenczy Imre (1932–2023) orvos, eszperantó egyesületek tisztségviselője
- Fiedler Ilonka (??-??)[52]
- Fischer Ottmár (1904-??)[53]
- Flender György (1936-2019) tanár, jogász[54]
- Forster Jenő (1856-??)[55]
- Elisabetta Vilisics Formaggio (1934-) tanár[56]
- Frühwirt Mátyás (1889-1949?)[57]
- Fuchs Jenő (1878-??) jogász[58]
- Füzesi István (??-??)[59]

## G
- Gajdos Pál Miklós (1951-) magyar nyelv- és irodalom szakos tanár, könyvtáros, orthodox keresztény kántor és felolvasó
- Galambos Ilonka (1855-??)[60]
- Gádoros Miklós (??-1977)[61]
- Gebaur Izor (1839–1916) paptanár, volapük író, majd pécsi eszperantista
- Geleta Ernő (1927-2003) középiskolai tanár[62]
- Gelger Henrik (1892-1918) kereskedő[63]
- Gergely Mihály (1921–2007) író
- Gerő Zsuzsanna (1946-2017)
- Gether István (1948-) közgazdász[64]
- Giesswein Sándor (1856–1923) főpap, országgyűlési képviselő, nyelvész, mozgalmi vezető
- Gimes Endre (????-????)[65]
- Bernard Golden (1925–2008) muzeológus, nyelvész, mozgalomtörténész[66]
- Daniel Lariko Golden (1974-) filológus[67]
- Gömbös Ervin (??-??)[68]
- Göndör Rózsi (??-??) kiadványszerkesztő[69]
- Gulyás István (1934-) mérnök, közgazdász[70]

## Gy
- Gyöngyössy György (1912–1999) orvos, jeles dombóvári eszperantista

## H
- Harangozó Lajos (1931–2013)
- Halász József (1874-1928) szociológus
- Halász József 2 (1942-) vasútmérnök
- Halka László (1905-??) vállalkozó[71]
- Hamvai János (1902-1988) műfordító, nyelvész
- Haszpra Ottó (1928-2012) magyar hidrológus-mérnök, egyetemi tanár
- Hámán Kató (1884–1936) nyelvoktató, mozgalomszervező
- Hegedüs Béláné (??-??)[72]
- Hír Erzsébet (??-) orvos[4]
- Hogai Ferenc (1884-??)[73]
- Horváth József (1949-) műfordító, tanár
- Horváth Sándor (1940-) gépészmérnök[74]
- Hegedüs Béláné (??-??)[75]
- Hegyi István (1926-) orvos
- Hogai Ferenc (1884-??)[76]
- Hules Béla (1926–2002) költő

## I
- Ignotus Hugó (1869-1949) magyar költő, író és újságíró
- Izsó László (??-??)[77]

## J
- Jankó Pál (1856-1919) zongoraművész, zeneszerző
- Jáki Ferenc (1919–2010) író, festő, előadó, gimnáziumi tanár
- John Sári (??-??)[78]
- Joó István (1886-??) jogász[79]

## K
- Kalocsay Kálmán (1891–1976) orvos, eszperantó író, nyelvész
- Kapitány Lajos (??-??)[80]
- Kaptay József (1923 – 2013)[81]
- Karczag György (1913-??) nyelvész[82]
- Karinthy Frigyes (1887–1938) író
- Kaszás Attila (1968-) tanár[83]
- Keller István – Stefano Keller (1957–) magyar származású, svájci eszperantista. 2010-2013 és 2013-2016 között az Eszperantó Világszövetség (UEA) elnökségének tagja volt. 2016. április 22-én mondott le.
- Kereszthegyi Tivadar (1932-2006) műfordító, tanár[84]
- Kesik Herold (1888-??) tanár[85]
- Kevevári Béla (??-??)[68]
- Kéthelyi E. István (1889-??)[86]
- Khek Vilmosné (??-??)[87]
- Kilián György (1907–1943) munkásmozgalmi vezető, katona
- Kirsch János (1961-2012) író, költő, diakónus, templomigazgató, középiskolai tanár
- Király Lajos (1989–1961) nyelvtanár, mozgalomszervező
- Kiss János (1857–1930) filozófus, teológus
- Klein Alfréd (1900-??)[88]
- Kníchal Oldrich (1939-2021)
- Kondor József (1921-2002) tanár[89]
- Koós Antal (1911-1976)[90]
- Korach Mór (1888–1975) vegyész, műfordító
- Korsós Lajos (??-??)[80]
- Kossa István (1904–1965) mozgalomszervező, politikus
- Kosztolányi Dezső (1885–1936) író
- Kozma János (1884-??)
- Koutny Ilona (1953-) nyelvész, francia szakos filológus
- Kovács Kálmán (1911-1977) jogász[91]
- Kovács Márta (1958-) tanár[92]
- Kovács Tódor (1879-??) tanár[93]
- Kováts Katalin (1957-) nyelvész, matematikus
- Kozma János (1884-??) pap[94]
- Kókai Lajos (??-??) könyvkiadó[95]
- Kókai Rezső (1879-??)[96]
- Kóródy Zsófia (1956-)
- Ködmön Károly (1933–2013)
- Ködmönné Janka Erzsébet (1935-) festőművész, eszperantista, ny. társadalombiztosítási szakember
- Kökény Lajos (1897–1985) folyóirat- és lexikonszerkesztő, mozgalmi vezető
- Könczöl Ernő (1934-2014) tanár[97][98]
- König János (1889-??)[99]
- Kőszegi Csaba Valér (1965-) tanár, zenész, költő, eszperantista[100]
- Kőszegi Gizella (??-2005)[101]
- Kristek Pál (1920-1993)[102]
- Kulich Gyula (1914–1944) mozgalomszervező
- Kurucz Géza (1936-) tanár[103]
- Kussinszky Kornél (??-??) pécsi vármegyei aljegyző

## L
- Lajos Gyula (1877–1955) kanonok, katolikus mozgalomszervező[104]
- Lehman György (1901–1932) közigazgatási jegyző, az első dombóvári eszperantista
- Lehoczkyné Pörös Eszter (1945-2018) tanár[105]
- Lengyel Márton (1940-2015) magyar közgazdász, nemzetközi turizmusszakértő, egyetemi tanár, író
- Lendvay Csaba (1956-) informatikus
- Lengyel Pál (1868–1932) a Lingvo Internacia c. nemzetközi folyóirat kiadója és szerkesztője.
- Lesznai Lajos (1904-1977) zeneesztéta, zenetörténész, a zenetudományok kandidátusa
- Lindwurm Edit (1970-)[106]
- Lombos Alfréd (??-??)[107]
- Lóránd Leó (??-??)[108]
- Lucenbacher János (??-??)[109]
- Lukács András (1951-) a Levegő Munkacsoport elnöke, az Európai Zöld Költségvetés Szövetség egyik alelnöke
- Lukács György (1865-1950) jogász, főispán, országgyűlési képviselő, vallás- és közoktatásügyi miniszter
- Lukács Gyula (1897-??) jogász
- Pásztor László (1940-??) műfordító

## M
- Stefan Macgill (1948-) tanár[110]
- Major József (1904-1993)
- Majtinsky Klára (1907-1989) zenész, nyelvész
- Marcell Ágost (1884-??) történész
- Marich Ágoston (1883-1955) postai tisztviselő
- Márkus Gábor (1948-) matematikus, közgazdász, stratégiai tervező, számvevő főtanácsos
- Márton Lajos (1922-1978) szerkesztő
- Mátéffy József (1901-1986) jogász
- Máthé Árpád (1936-2015) kémikus[111]
- Mátyás József (1899-??)
- Máthé Kálmánné (1920–2010) a pécsi Eszperantó Múzeum alapítója, mozgalomszervező
- Medgyesi János (??-??) a süketnéma intézet professzora
- Mezei Károly (1890-??)
- Mészáros Béla (1929-2018) egyetemi professzor
- Mészáros István (1950-2017)[112]
- Mihalik József (1883–1959) tanár, mozgalmi vezető
- Mikola Klára (1963–2010)
- Miletz József (1865–1915) az országos egyesület megalapítója
- Mihalik József (1883-1959) tanár, újságíró, szerkesztő
- Molnár Lajos (1940-) orvos
- Molnár Mónika (1975-) tanár[113]
- Mosonyi Esteban Emilio (1939-) antropológus, egyetemi professzor
- Mosonyi Jorge Carlos (1947-)
- Mórocz István (1935-)
- Mózsi Ferenc János (1947–2007) író, műfordító

## N
- Nagy E. József (1951-) vegyészmérnök, egyetemi docens, szakíró, műfordító
- Nagy István (??-??) író, műfordító[114]
- Nagy István (1967-) magyar agrármérnök, politikus, agrárminiszter
- Nagy János István (1969-) közgazdász[115]
- Nagy József (??-??)
- Nagy Györy Lajos (1892-1980)
- Nagy-Molnár István (??-??)[116]
- G. Nagy Róbert (1966-) informatikus mérnök
- Nanovfszky György (1942-2021) a Magyar Köztársaság nyugalmazott nagykövete, közgazdász, politológus, címzetes főiskolai és egyetemi tanár
- Nemere István (1944-) író, műfordító
- Nemes Antal (1855–1941) püspök
- Nezvál Ferenc (1909-1987) bőripari munkás, jogász, igazságügy-miniszter
- Németh József (1960-) pedagógus

## P
- Pados Imre (??-1967)[117]
- Palkó Sándor (1911–2001) nyomdász, megyei tanácselnök, az egyesület országos elnöke
- Pallós Istvánné (1922–1995) mozgalomszervező, pécsi esperantista
- Papp József (1914-1978) lakatos
- Papp Pongrácz (1918-1992)
- Papp Tibor (1947–2003) szerkesztő
- Papp Kálmán (1893-1969)
- Patai Samu (1850-??)[118]
- Pál József (1921–2013) közgazdász[119]
- Pálfi Ferenc (1946-1994)
- Páva József (1914-1998) eszperantológus
- Pázmány Zoltán (1869–1948) jogtudós
- Pechan Alfonz (1902–1994) tanár, szerkesztő, mozgalom- és oktatásszervező
- Péter Sándor (1942-1995)[120]
- Polgár József Izoro (1883-??)
- Polgár Judit (1976-) sakkozó
- Polgár László (1946-) pedagógus
- Polgár Viktor (1877-1933) nyomdász
- Polgár Zsófia (1974-) sakkozó
- Polgár Zsuzsa (1969-) sakkozó
- Ponori Thewrewk Aurél (1921-2014) csillagász
- Poór Veronika (1983-) sajtóreferense, kutató, fizikus, nanotechnológus
- Prassing Irén (??-??)[3][121]
- Princz Oszkár (1947-2004)
- Pukli István (1979) magyar–történelem szakos tanár
- Pusztai Lajos (??-1988) rádiós[122]

## R
- Rados András Péter (??-??)[123]
- Ragoncza István (1923-1977)[124]
- Rajczi Rezső (1886–1920) jogász, mozgalmi vezető, költő, a mozgalom mártírja
- Rácz Béla (1857-??) jogász
- Rátkai Árpád (??-??) eszperantológus, egyetemi professzor
- Reininger József (1896-??) újságíró, tanár
- Réh Dezső (1912–1969) orvos, dombóvári eszperantista
- Réh Dezsőné (1920–2000) dombóvári eszperantista
- Rhorer László (1874-1937) orvos, fizikus, röntgenológus, egyetemi tanár
- Robicsek Pál (1892–1931) újságíró, postatiszt, a világ első eszperantó nyelvű bélyegkiadásának megszervezője
- Romcsek Kálmán (??-)[125]
- Rostás János (1951-) vállalkozó[126]

## S
- Salamon András (1913-2000)
- Salga Attila (1945-) szlavista, nyelvész, újságíró, eszperantó szaktanár, egyetemi docens, ORIGÓ-vizsgáztató, regényíró
- Sas Béla (1897-1963)
- Ságh Vilmos (??-??)[127]
- Sándor Dénes (1936-2016) erdélyi magyar középiskolai tanár, wikipédista
- Sárközi János (1932-2007) fizikus, fordító
- Sárossy Mihály (1893-1982) színész, énekes, nyelvész
- Schatz Róbert (1876-??) orvos
- Schiller Judit (1949-) nyelvtörténész
- Schimmer Attila (??-) színész, énekes
- Schuller Béla (1897-) géplakatos
- Sekelj Erzsébet (1958-) könyvtáros
- Sereghyné Zengő Enikő (1955-2018) tanár[128]
- Sigmond Júlia (1929-2020) bábszínész
- Simonyi Zsigmond (1853-1919) nyelvtudós, egyetemi tanár, a Magyar Tudományos Akadémia tagja
- Sipos Ferenc Norbert (1997-) műfordító
- Soros György (1930-) üzletember, filantróp, közgazdász
- Soros Tivadar (1893–1968) mozgalomszervező, kiadó
- Somlai László (1906-1971) kereskedő
- Sós Edmund (1863-1931) orvos
- Steiner György (1880-1933) hivatalnok
- Stromfeld Aurél (1878–1927) katona, mozgalomszervező

## Sz
- Szabó-Felső Flóra (??-??) jogász
- Szabó Imre (1952-2019) nyomdász, mérnök, tanár, író, műfordító
- Szakasits Árpád (1888–1965) újságíró, országgyűlési képviselő
- Szalai András (1917–1949) pécsi eszperantista, pártmunkás
- Szalay Sándor (1896–1981) nyomdász, könyvkiadó és antifasiszta ellenálló
- Szathmári Sándor (1897–1974) író
- Szász Lenke (1947-) tanár
- Szegedi Árpád (1924-1993)[129]
- Szegedi Mihály (1925-2000)
- Szekeres Melinda (1981-2001)
- Szemenyei Bálint (??-1972)
- Szenes Imre (??-2005) újságíró[130]
- Szentkatolnai Bálint Gábor (1844–1913) nyelvész, az első magyarországi eszperantista
- Szentmáriay Dezső (??-??) jogász
- Szerdahelyi István (1924–1987) pedagógus, nyelvész, az eszperantó szakos egyetemi képzés megszervezője
- Szerémi Borbála (1896-1984)[131]
- Székely Tibor (1912-1988) zsidó származású felfedező, író, világutazó
- Szilágyi Dénes (Denis Silagi)(1912-2007) publicista
- Szilágyi Ferenc (1895–1967) hivatalnok, fordító, író, szerkesztő
- Szilágyi Jenő (1877-??) jogi tanácsadó
- Szilva Szabolcs (??-??) tanár fordító
- Szirom Alajos (1900-1973)[132]
- Szmideliusz Petra (1985-) egyetemi docens[133]

## T
- Takács József (1890–1944) fogorvos
- Tatár Éva (??-??)[134]
- Tárkony Lajos (1902–1978) műfordító
- Teremi Ferenc (1915-1994) pap
- Tholt Pál (??-1933)
- Tieder Zsigmond (1887-1979) újságíró
- Tihanyi József (??-??)
- Tihanyi Péter (1929-2015)
- Tolnai Elek (1893–1945) magántisztviselő
- Tolnai Pál (1891-1971) kereskedő
- Tomán János (1900-??) építész
- Tombácz Imre (1897–1982)
- Tófalvy (Tófalvi) Éva (1947-) író, lelkész, tanár
- Tóth Ambrus (1899-1993)
- Tóth Endre (1931-1981)
- Tóthfalusi Sándor (1909-1945)[135]
- Tóth Vincze (1894-??) orvos
- Tölgyesi László (1930-1993)
- Török Péter (1857–1929) tanár
- Turzó Péter (1870-1937)

## U
- Ungár Imre (1909–1972) zongoraművész

## Ú
- Újlaky-Nagy Tibor (1915-1977) hidraulikus mérnök

## V
- Varga-Haszonits Zsuzsa (1949-??) nyelvész
- Vasady-Kovács Ferenc (1904-1977) politikus[136]
- Vaskó Tibor (??-??) nyelvész, filológus
- Váli Zoltán (1910-1994) grafikus, festő
- Vándor Sándor (1901-1945) karmester, zeneszerző
- Vári Márta (??-??)[137]
- Vécsey József (1904-1994)
- Vikár Béla (1859–1945) műfordító
- Vizi László (1959-) vállalkozó[138]
- Vörös Cyrill (1868–1948) paptanár, matematikus szakíró

## W
- Wacha Balázs (1948-) tanár[139]

## Z
- Zágoni Jenő (1937-) bibliográfus, művelődési szakíró, műfordító
- Eugène de Zilah (1939-2020) banktisztviselő
- Zinner László (1908–1977) szobrászművész
- Zöldy István (1878-??) postai tisztviselő
- Zipernovszky Károlyné Klein Anna (1864–1923)[140]

## Zs
- Zsámboki Mihály (??-??) mozdonyvezető